# Hypericum kelleri
Hypericum kelleri ist eine Pflanzenart aus der Gattung der Johanniskräuter (Hypericum).

## Merkmale
Hypericum kelleri ist ein ausdauernder Polster-Zwergstrauch, der Wuchshöhen von 1 bis 5 (10) Zentimeter erreicht. Der Stängel ist polsterbildend und niederliegend. Die Blätter sind 2 bis 6 Millimeter groß und haben meist eine warzig gewellte Oberfläche. Die Blüten sind meist vierzählig. Die Samen sind netzig-grubig.
Die Blütezeit reicht von Mai bis Juli.

## Vorkommen
Hypericum kelleri ist auf Kreta in den Regionalbezirken Chania und Rethymno endemisch. Die Art wächst auf trockenen Dolinenböden und an anderen lehmigen Stellen in den Lefka Ori in Höhenlagen von (300) 1050 bis 2000 Meter.